# Pierre-François Bernier

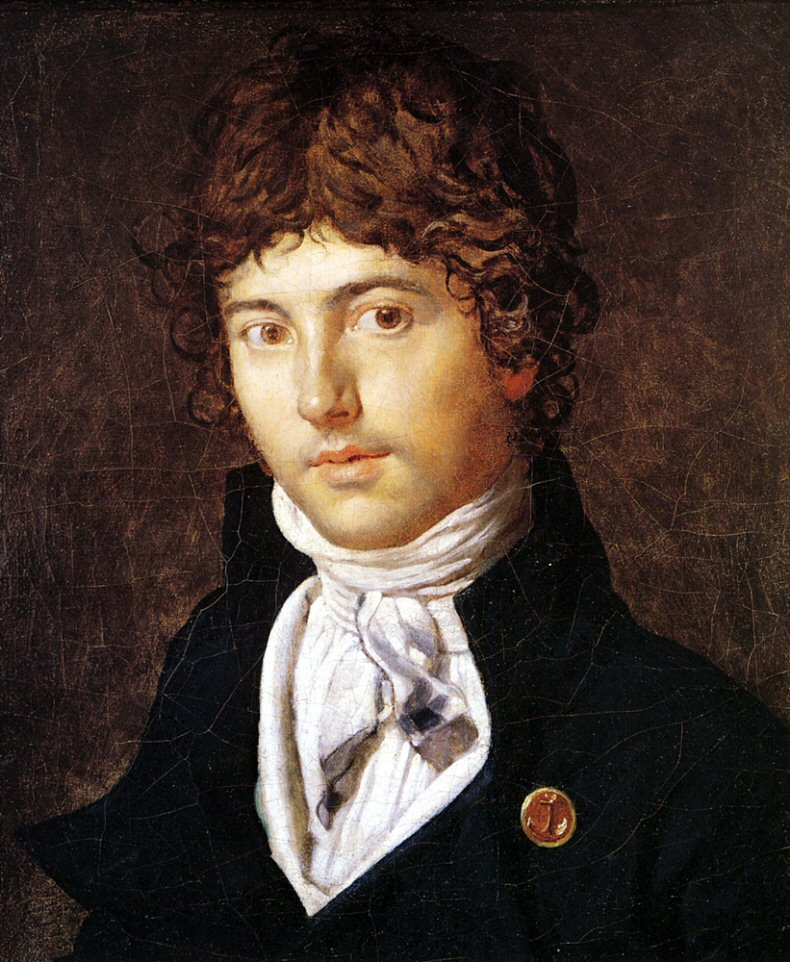
Bernier gemalt von Dominique Ingres im Jahr 1800.

Pierre-François Bernier (* 19. November 1779 in La Rochelle; † 15. Juni 1803) war ein französischer Astronom. Er nahm an einer Expedition nach Australien teil, die unter der Leitung von Nicolas Baudin auf dem Schiff Le Naturaliste am 19. Oktober 1800 in Le Havre in See stach. Bernier kam auf dieser Expedition ums Leben.
Nach ihm ist Bernier Island in der Shark Bay vor der australischen Westküste benannt.

## Leben
Pierre-François Bernier, der aus Montauban stammte, war ein Schüler Jérôme Lalandes. Vor seiner letzten Expedition nahm er bereits an seiner ersten Reise an der Seite Nicolas Baudins teil und ließ sich in deren Rahmen ein Porträt von Ingres anfertigen.
An Bord des Expeditionsschiffs Le Naturaliste machte Bernier in der Nacht vom 31. Oktober auf den 1. November 1800 astronomische Entdeckungen; u. a. konnte er die Entfernung vom Stern Aldebaran zum Mond bestimmen.
Im Juni 1803 verstarb Bernier nahe der Küste der Insel Timor an den Folgen der Ruhr.
Bernier zu Ehren wurde eine kleine westaustralische Insel benannt, die er im Zuge einer seiner Expeditionen aufgesucht hatte (siehe Bernier Island). Ebenfalls nach ihm benannt ist das Cape Bernier an der Südostküste Tasmaniens.  Ein etwa 377 ha großes Areal ist dort heute als Cape Bernier Natur Reserve unter Schutz gestellt.

## Literatur

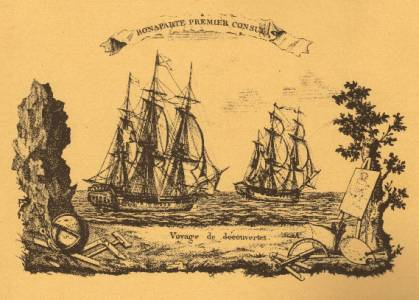
Le Géographe und Le Naturaliste